# 1938 في الأرجنتين
فيما يلي قوائم الأحداث التي وقعت خلال عام 1938 في الأرجنتين.

## سياسة

### تعيين في المنصب
- 20 فبراير – روبرتو ماريا أورتيز رئيس الأرجنتين.

### انتهاء فترة المنصب
- 20 فبراير – أغوستين بيدرو خوستو رئيس الأرجنتين.

## مواليد

### مايو
- 28 مايو – ليوناردو فافيو[1]

### أكتوبر
- 20 أكتوبر – سيزار إيسيلا ملحن أرجنتيني.

### نوفمبر
- 5 نوفمبر – سيزار لويس مينوتي لاعب كرة قدم أرجنتيني.[2]

### ديسمبر
- 2 ديسمبر – لويس أرتيم لاعب كرة قدم أرجنتيني.[3]

## وفيات

### فبراير
- 18 فبراير – ليوبولدو لوجونس (مواليد 1874)[4]